# Good boy
Good boy je prvi studijski album hrvatske pop pjevačice Renate Končić Minee objavljen 1995. godine u izdanju diskografske kuće Croatia records. Na albumu su radili Daniel Popović, Boris Šuput i Željko Pavčić. Najpoznatije pjesme s albuma su: "Good boy" i "Ljubav je pjesma ptice slijepe".

## Pozadina
Rujna 1994. godine Minea je izabrana na audiciji za glavni vokal sastava Srebrna krila kao zamjena za prethodnu pjevačicu Vlatku Pokos. Na istoj audiciji upoznaje Borisa Šuputa, poznatog estradnog menadžera, koji u njoj prepoznaje potencijal za solo karijeru. Početkom 1995. godine Minea počinje snimati prvi album u suradnji s Danielom Popovićem i Željkom Pavičićem. Prva pjesma koju je Minea promovirala je "Ljubav je pjesma ptice slijepe" u emisiji "Cro pop rock", a zatim je usljedio debitantski nastup na festivalu Dora s pjesmom "Good boy" s kojom postiže zapažen uspjeh.

## Komercijalni uspjeh
Album je postigao zapažen uspjeh u Hrvatskoj. Debitirao je na prvom mjestu službene Croatia records top ljestivice i na trećem mjestu Hrvatske nacionalne top liste.

## Singlovi
- "Ljubav je pjesma ptice slijepe" je prvi promo singl s albuma, izdan ožujka 1995., nekoliko dana prije festivala Dora. Za pjesmu je snimljen i radni spot.

- "Good boy" je drugi singl s albuma, izdan ožujka 1995., s njim je Minea debitirala na festivalu Dora. Pjesma je postala jedan od najvećih hitova te godine.

## Popis pjesama
| Br.                                                                                 | Skladba                          | Trajanje |
| ----------------------------------------------------------------------------------- | -------------------------------- | -------- |
| 1.                                                                                  | »Good boy«                       | 3:02     |
| 2.                                                                                  | »Još volim ga«                   | 4:02     |
| 3.                                                                                  | »Ljubav je pjesma ptice slijepe« | 3:45     |
| 4.                                                                                  | »Kad si s njom«                  | 4:40     |
| Singlovi s albuma Good boy                                                          |                                  |          |
| 1. „Ljubav je pjesma ptice slijepe” Objavljen: 1995. 2. „Good boy” Objavljen: 1995. |                                  |          |

## Top ljestvice
| Top ljestvice (1995.)             | Pozicija |
| --------------------------------- | -------- |
| Croatia records - top ljestvica   | 1        |
| Hrvatska nacionalna top ljestvica | 3        |